# 朝倉昭
朝倉 昭（あさくら あきら、1928年11月13日 - 2020年12月7日）は、日本の技術者、実業家。オーディオ部品メーカー品川無線の創業者。Audio Engineering Society (AES) 日本支部の創始者でもあり、2004年にAES Fellow Memberに承認され翌2005年の The 2005 AES in Barcelona において Fellowship受賞。アマチュア無線家。

## 著作
- 朝倉, 昭「550KCから50MCを6個のコイルでカバーするO-V-1全波受信機」『ラジオと音響』第4巻第1号、1950年、18=21頁、国立国会図書館 R100000002-I000004249656-i19035792。
- 朝倉, 昭「ステレオ化を考慮した再生装置」『ステレオ・ガイドブック』、音楽之友社、1960年、47頁、info:ndljp/pid/2490480。
- 朝倉, 昭「高級マグネチック型カートリッジが使える6V6シングル4球アンプ」『ステレオハイファイ製作読本』誠文堂新光社、1962年、71-73頁。doi:10.11501/2498035。
- JA1CX 朝倉昭「マイクロホンの種類と使い方」『ジュニアJARLハム教室』誠文堂新光社、1967年、96-97頁。doi:10.11501/2513207。
- 朝倉, 昭 著「ステレオ用カートリッジの種類。ステレオ用トーン・アームの種類。ステレオ用ターンテーブルの種類 。」、初歩のラジオ 編『最新ステレオHi-Fi製作読本』誠文堂新光社、218-221, 222-225, 226-228頁。国立国会図書館書誌ID:000001095931。
- 朝倉昭、“レコードプレーヤのまとめ方（カートリッジ、トーンアーム、ターン・テーブルの解説）”、『ステレオ・マニア製作読本』《初歩のラジオ別冊》、誠文堂新光社 1972年。
- 岡原勝・中島平太郎・朝倉昭 共著『オーディオハンドブック』、 オーム社 1978年。